# Rahid Ämirquliyev
Rahid Äläkbär oğlu Ämirquliyev (azerbajdzjanska: Rahid Ələkbər oğlu Əmirquliyev, ryska: Рахид Алекпер оглы Амиркулиев, Rachid Alekper ogly Amirkulijev), född 1 september 1989 i Baku i Azerbajdzjanska SSR i Sovjetunionen (nuvarande Azerbajdzjan), är en azerbajdzjansk fotbollsspelare, lezginskt ursprung (central mittfältare) som för närvarande spelar för Qarabağ FK.